# Roman de cape et d'épée

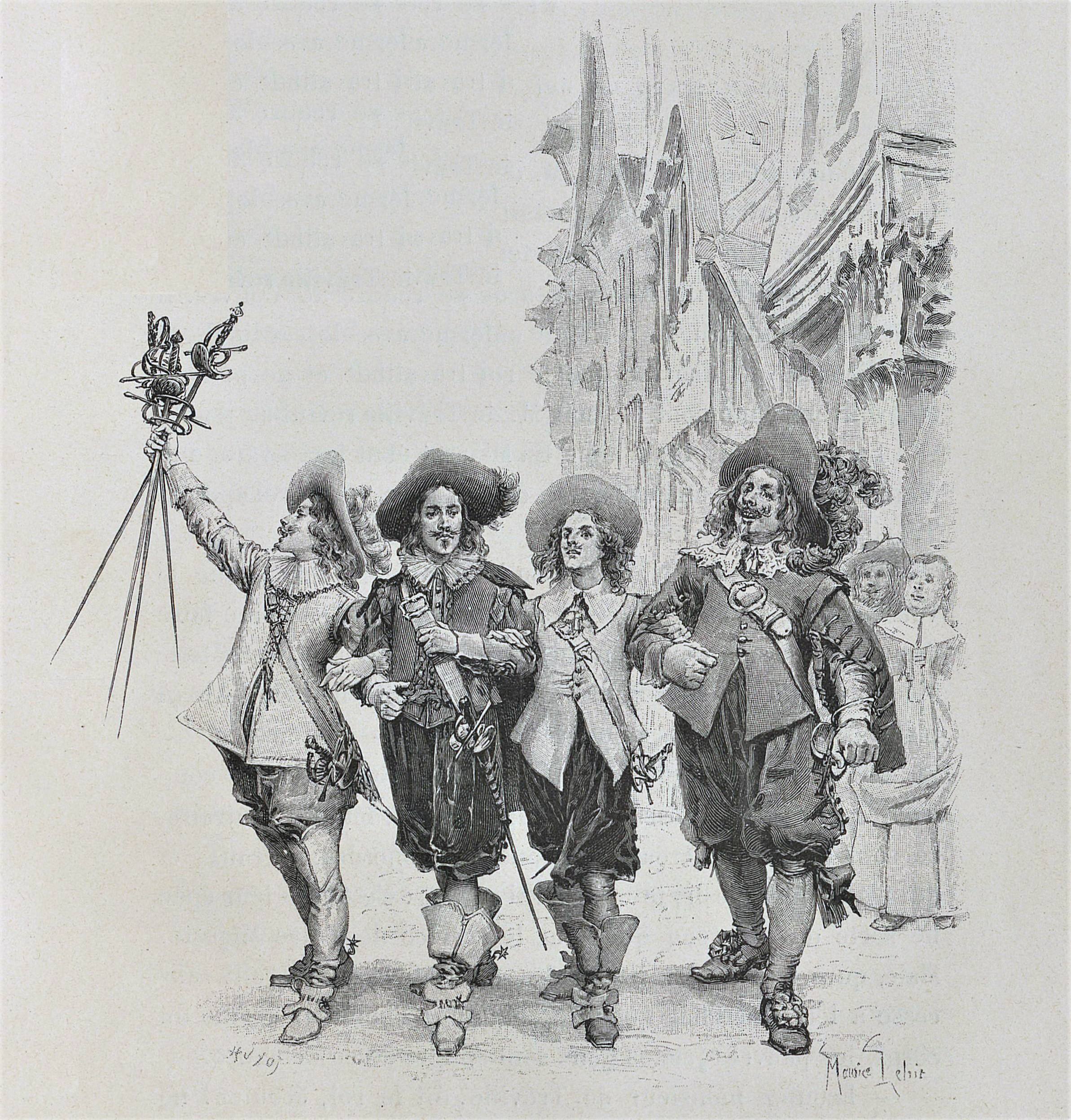
Les Trois Mousquetaires, roman de cape et d’épée d’Alexandre Dumas père.

Le roman de cape et d’épée est une forme de roman dit populaire. Cette forme se retrouve dans le cinéma et le jeu de rôle.
C’est un roman historique, dont l'histoire se déroule pour l’essentiel entre les XVe et XVIIIe siècles, qui privilégie les péripéties, les rebondissements et le suspense, et qui accorde une place importante aux duels et à l’escrime. Les premiers romans de cape et d’épée ont été publiés sous forme de feuilletons dans la presse populaire au XIXe siècle.

## Origines
À l’origine, il s’agissait de la comédie de cape et d'épée, un genre de composition dramatique tirant son origine et son nom de l’Espagne. La comedia de capa y espada était, au temps de Lope de Vega et de Calderon, une sorte de drame domestique fortement intriguée et remplie d’imbroglios très compliqués et féconds en événements tragiques. Ses personnages portaient une cape et une épée qui marquaient leur position et leur rang.
On appela, ensuite, par abus de mot, drames de cape et d’épée des pièces à effets violents, à incidents tumultueux et où de grands coups d’épée tranchaient les situations et l’on appliqua le même nom aux romans d’aventures mettant en œuvre des procédés analogues. Son nom générique est dû à Ponson du Terrail mais aussi au roman d’Amédée Achard, La Cape et l'Épée, en 1875.

## Exemples historiques
- 1826 : Cinq-Mars, d’Alfred de Vigny
- 1837 : Latréaumont, d’Eugène Sue
- 1844 : Les Trois Mousquetaires, d’Alexandre Dumas père
- 1845 : Vingt ans après, d’Alexandre Dumas père
- 1848 : Le Vicomte de Bragelonne, d’Alexandre Dumas père
- 1855 : Le Bossu, de Paul Féval
- 1863 : Le Capitaine Fracasse de Théophile Gautier
- 1863 : Les Coups d'épée de M. de La Guerche d'Amédée Achard
- 1903 : Le Mouron rouge, premier titre d’une série à succès de la baronne Orczy
- 1907 : Les Pardaillan, de Michel Zévaco
- 1907 : Le Capitan de Michel Zévaco
- 1921 : Scaramouche, de Rafael Sabatini
- 1996 : Les Aventures du capitaine Alatriste (El capitán Alatriste) d’Arturo Pérez-Reverte